# جيني فون ويستفالين
بجيني فون ويستفالين ولدت عام 1814 وتوفيت سنة 1881 كانت زوجة الفيلسوف كارل ماركس أصبحوا منخرطين في عام 1836 وتزوجوا في عام.1843 وكان لديهم سبعة أطفال.

## خلفية
ولدت جيني فون وستفالين في سالزودل إلى عائلة بارزة من الأرستقراطية البروسية، والدها لودفيغ فون وستفالين (1842-1770)، كان أرملا سابقا مع أربعة أطفال سابقين، الذي كان بمثابة «ريجيرونسرات» في سالزودل وفي ترير.وكان جدها الأب «إدلر» كريستيان فيليب هاينريش فون وستفالين (1792-1723)بحكم الأمر الواقع «رئيس الأركان» لدوق فرديناند من برونزويك خلال حرب السبع سنوات. كانت جدتها من جهة الأب، جيني ويشارت (1811-1742)، نبيلة اسكتلندية، والدها جورج ويشارت (1785-1703) كان منحدر مباشرة من إيرل التاسع من انجوس والسيدة أغنس كيث، وهذا الأخير بدوره سليل من الملك مباشرة جيمس الأول، وبيت ستيوارت الملكي، في حين كانت عائلة والدتها دوقات أرجيل، لعدة قرون أسكتلندا أقوى عائلة أرستقراطية.
عاشت أمها، أماليا جوليا كارولينا فون وستفالين (ني هيوبيل)، من 1780 إلى.1856 كان شقيق جيني فون وستفالين إدغار فون ويستفالين (1890-1889) زميل في المدرسة وصديق كارل ماركس، وكان شقيق آخر، فرديناند أوتو ويلهلم هينينغ فون وستفالين، وزير الداخلية المحافظ بروسيا، على الرغم من أنه كان واحدا من أبرز القوى المحافظة في بروسيا في القرن التاسع عشر، فإن فرديناند سيبقى على شروط ودية مع كارل وجيني ماركس.